# Serradifalco
Serradifalco är en ort och kommun på Sicilien i sydvästra Italien. Kommunen hade 5 959 invånare (2017). Serradifalco tillhör numer kommunala konsortiet Caltanissetta, innan 2015 ingick kommunen i provinsen Caltanissetta,